# Östloning
Östloning är en ort i Indals socken i Sundsvalls kommun i Västernorrlands län. SCB har för bebyggelsen i orten och östra delen av grannbyn i väster Västerloning avgränsat en småort namnsatt till Östloning och Västloning (del).
Byarna Östloning och Västloning ligger på norra sidan i Indalsälvens dalgång längs riksväg 86. 